# Chiesa di Santa Maria a Casavecchia
La chiesa di Santa Maria è un edificio sacro situato in località Casavecchia, nei pressi di San Casciano in Val di Pesa.

## Storia
Le prime notizie sulla chiesa risalgono al 1260, quando il suo popolo si impegna a pagare al comune di Firenze uno staio di grano. Nel Liber Extimationum, dove sono riportati tutti danni provocati dai Ghibellini dopo la Battaglia di Montaperti, si legge che una casa di questo popolo di proprietà di Cione dei Buondelmonti subi dei danni ad una torre. Nelle decime del 1276 è tassata per 8 lire pisane mentre nel 1302 deve pagarne 4.
La chiesa era di patronato della famiglia Da Casavecchia, che da qui prese il nome, dalla origini fino alla sua estinzione avvenuta alla metà del XVII secolo, poi il patronato passò ai Monaci Olivetani ed alla famiglia Pitti.
È stata soppressa nel 1986 e unita alla chiesa di Sant'Andrea in Percussina.

## Descrizione
Architettonicamente la chiesa si presenta secondo lo stile garbato del Settecento. In quel secolo ebbe l'ingresso capovolto.
All'interno, ad aula unica, era conservata una grandiosa ancona in terracotta invetriata raffigurante la Vergine Assunta contornata da Angeli e Cherubini. In basso, nel gradino, sono tra posti gli stemmi della famiglia Da Casavecchia altri tre piccoli bassorilievi raffiguranti: il Martirio di San Lorenzo, il Battesimo di Cristo e la Deposizione nel Sepolcro. L'opera è attribuita a Santi Buglioni e dal 2008 è stata collocata all'interno del Museo di San Casciano.